# Erwann Le Péchoux
Erwann Lucien Édouard Le Péchoux (Pertuis, 1982. január 13. –) olimpiai, világ- és Európa-bajnok francia tőrvívó.